# جون وليامز (عازف قيثارة)
جون وليامز (بالإنجليزية: John Williams)‏ (و. 1941  م) هو عازف قيثارة، وموسيقي، ومعلم موسيقى، وعازف الإيتار الكلاسيكي، ومؤدي من أستراليا، والمملكة المتحدة، ولد في ملبورن، يستخدم آلات قيثارة، وجيتار كلاسيكي.

## التعليم
تعلم في الكلية الملكية للموسيقى ‏.

## جوائز
حصل على جوائز منها:
- رتبة الإمبراطورية البريطانية.

## وصلات خارجية
- جون وليامز على موقع IMDb (الإنجليزية)
- جون وليامز على موقع ميوزك برينز (الإنجليزية)
- جون وليامز على موقع أول ميوزيك (الإنجليزية)
- جون وليامز على موقع ديسكوغز (الإنجليزية)

- جون وليامز في قاعدة بيانات الأفلام على الإنترنت